# Kosmatka polna
Kosmatka polna (Luzula campestris) – gatunek byliny należący do rodziny sitowatych (Juncaceae). Występuje w całej Europie oraz na północno-zachodnich krańcach Afryki. Jako roślina zawleczona rośnie na Azorach, Falklandach, Nowej Fundlandii oraz w Australii i Nowej Zelandii. W Polsce jest rośliną bardzo pospolitą na terenie niemal całego niżu i w niższych położeniach górskich. Nieco rzadziej spotykana jest tylko na północno-wschodnich krańcach kraju.

## Morfologia

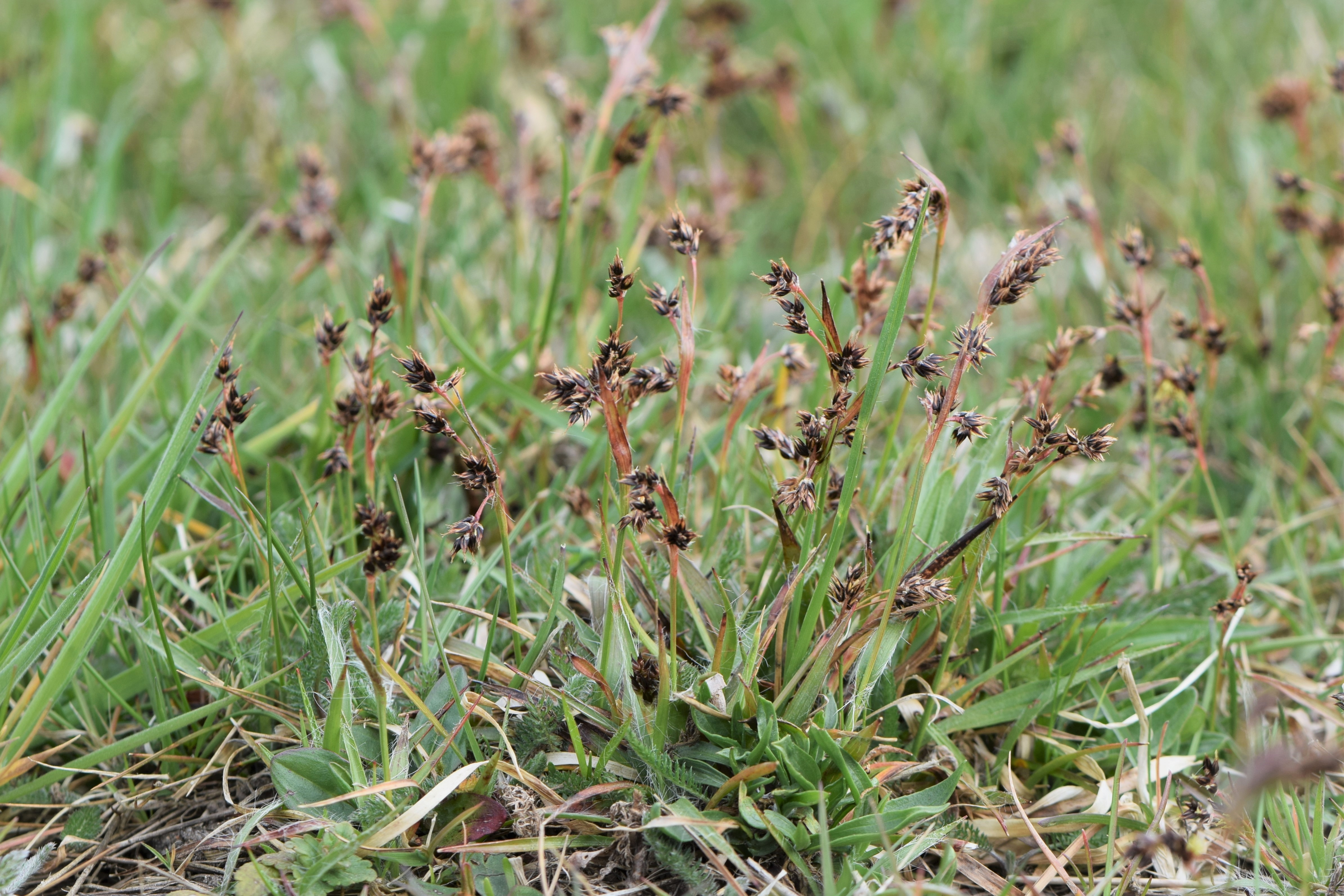
Pokrój

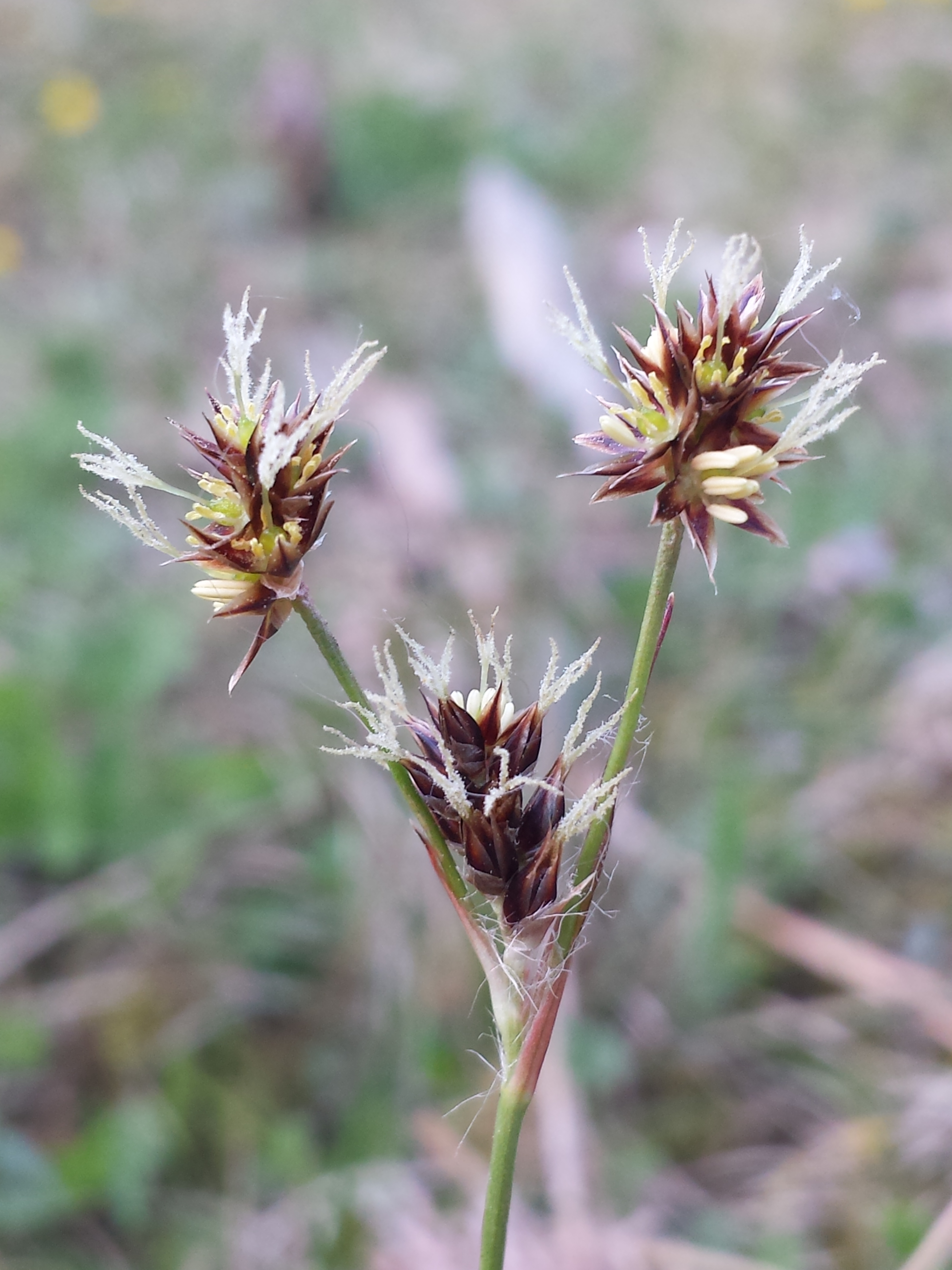
Kwiatostan

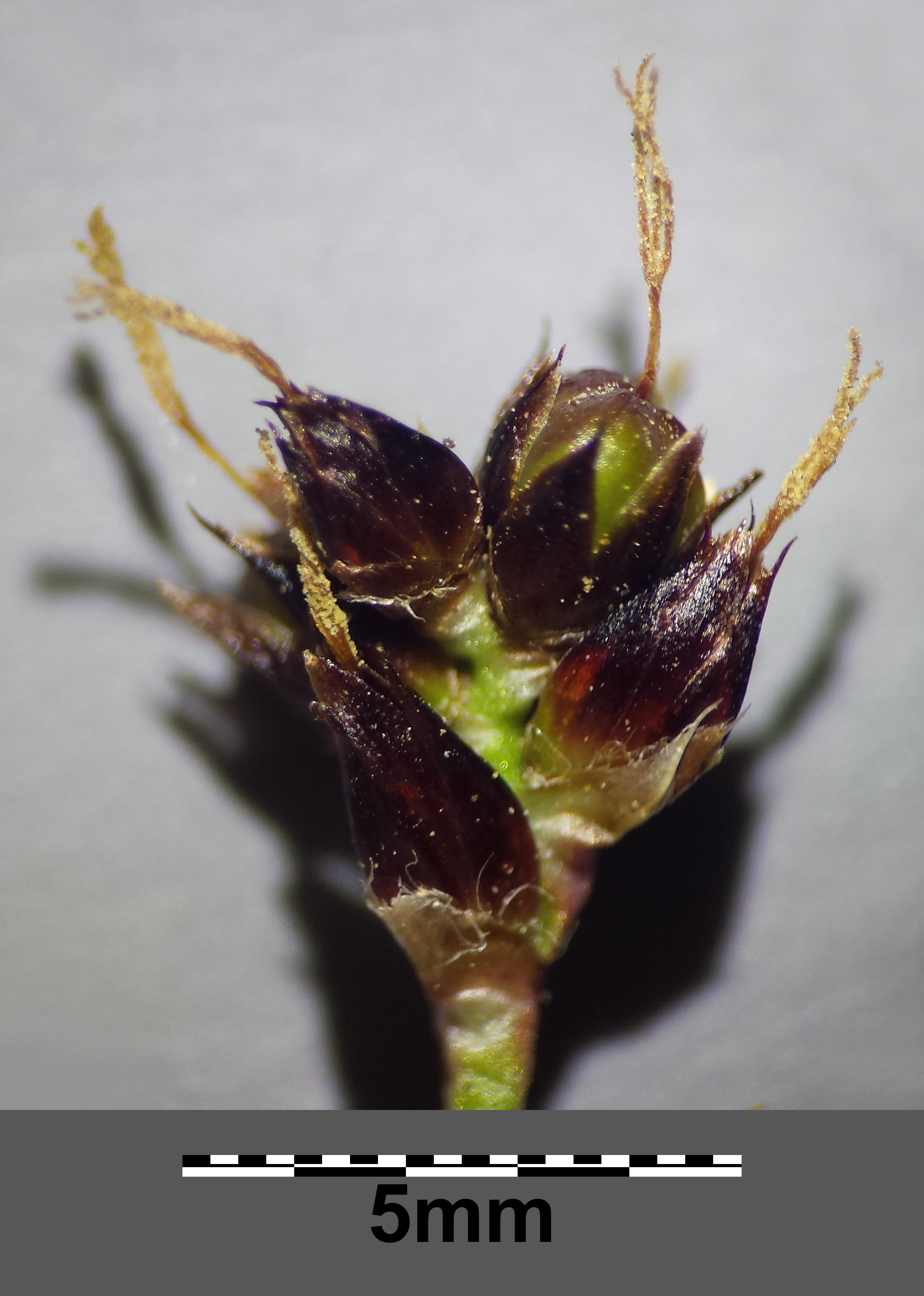
Owoce

PokrójNiska roślina luźnokępkowa.
ŁodygaPojedyncza, wzniesiona o wysokości do 30 cm. Pod ziemią kłącze z krótkimi rozłogami.
LiścieUlistnienie skrętoległe. Liście łodygowe płaskie, duże, owłosione, o zamkniętych pochwach. Na brzegach liści długie, białe włoski, wyglądem przypominające watę.
KwiatyZebrane na szczycie łodygi w kilka (3-6) kłosokształtnych kwiatostanów zawierających do 10 kłosków każdy. Przynajmniej część kłosów zwykle na gałązkach odgiętych ku dołowi. Działki kwiatów ciemnokasztanowe, obrzeżone i ostro zakończone. 6-krotny okwiat tworzą 2 rzędy brunatnych, lancetowatych, obrzeżonych i ostro zakończonych działek (po 3 w każdym rzędzie). Wewnątrz okwiatu jednokomorowy słupek z trójdzielnym znamieniem i 6 pręcików. Żółte pylniki są wielokrotnie dłuższe od nitek pręcików, a szyjka słupka dłuższa od zalążni.
OwocNieco dłuższa od działek okwiatu, trójkątna, brunatnego koloru, jednokomorowa torebka. Nasiona o długości 1,6-1,9 mm zaopatrzone w wyrostek, który jest dwukrotnie, a po wyschnięciu trzykrotnie dłuższy od nasiona.

## Biologia i ekologia
Bylina.  Roślina przedsłupna i  wiatropylna, kwitnie od kwietnia do maja.  Nasiona posiadają elajosom i rozsiewane są przez mrówki (myrmekochoria). Rośnie na wzgórzach, łąkach, ugorach, wrzosowiskach. W górach występuje po górną granicę lasu. Hemikryptofit. W klasyfikacji zbiorowisk roślinnych gatunek charakterystyczny dla Cl. Nardo-Callunetea. Liczba chromosomów 2n=12.

## Zmienność
Tworzy mieszańce z  k. owłosioną, k. olbrzymią i k. licznokwiatową.